# Sterblitch Não Tem Um Talk Show: o Talk Show
Sterblitch Não Tem Um Talk Show: O Talk Show é um late-night talk show brasileiro produzido pelos Estúdios Globo, transmitido pelas redes sociais do portal Gshow desde 2 de junho de 2020 e lançada pelo serviço de streaming Globoplay desde 5 de junho de 2020, com  apresentação do humorista Eduardo Sterblitch. É inspirado no espetáculo teatral Sterblitch Não Tem Um Talk Show, em que Edu brincava com a quantidade de humoristas que hoje em dia comandam talk shows e, com muito humor e improviso, chamava o público para participar.
No dia 2 de outubro de 2020, GShow anunciou que o programa foi renovado para uma segunda temporada, estreando no dia 9.

## Formato
A cada semana, o portal Gshow realiza duas lives durante a semana - que ocorrem às 22 horas - transmitidas pelas suas redes sociais (Twitter e Facebook), que também contam com a inclusão de mais uma live, feita pelo próprio perfil de Edu Sterblitch no Instagram). Posteriormente, elas são mescladas e editadas em um compacto de 35 minutos disponibilizados no Globoplay.
É conduzido diretamente da casa do apresentador - principalmente por conta da quarentena imposta pela pandemia de COVID-19 - junto com o editor André Gribel - que faz a mediação do público e dos convidados com o apresentador, além das edições ao vivo do programa - e o diretor Rafael Queiroga - em forma de uma cabeça flutuante - diretamente de suas respectivas casas, mas agregados por meio da tecnologia de chroma key. A ideia é promover uma "terapia em grupo" com conversas sobre os mais variados assuntos, pelas lives das redes sociais (pela hashtag #NTEM1TALKSHOW), com anônimos da plateia virtual (criada mediante pré-inscrição) e com celebridades. Ao mesmo tempo, ele conduzirá live games e dinâmicas divertidas com linguagem de memes e trollagens da web.

"Minha vontade é fazer exatamente o contrário dos talk shows; não conversar com famosos, mas com o público. Ver o que a galera tem a dizer, até porque é um momento de muita divisão.[...] É uma paródia, na verdade, da quantidade de humoristas que fazem talk show, [...] uma coisa mais deep web, como se a gente fosse um vírus ali. Como se  estivéssemos fazendo um programa que nem a Globo sabe que tem." .

### Comerciais fictícios
Junto com as entrevistas - inicialmente sob a alegação de não ter patrocinadores - o programa abre espaço para intervalos comerciais de baixo custo para empresas fictícias. Entre elas, as mais recorrentes são:
- Cabeleleila Leila - Salão de "Cabeleleilos" (posteriormente, Centro de Beleila Leila Cabeleleilos) que também é co-gerenciado pelo seu sobrinho-neto de 12 anos Luiz Cláudio. Se tornou o comercial mais viralizado do programa nas redes sociais no final de Julho, chegando a ser usado como inspiração na divulgação do Globoplay e do programa durante os intervalos da TV Globo.[3][4]
- Espaço Carioca Lanchonete - Lanchonete da cidade de Sumaré - SP. Inspirada na lanchonete homônima do pai de Edu Sterblitch na mesma cidade.
- Cerveja Cerveja - Cerveja "com nome de cerveja mesmo"; produzida na Fábrica Fábrica.

## Episódios

### 1ª temporada(Junho-Agosto de 2020)
| Nº | Data de transmissão (live) | Convidado(a)                   | Data de disponibilização do compacto (Globoplay) |
| -- | -------------------------- | ------------------------------ | ------------------------------------------------ |
| 01 | 1 de junho                 | Michel Melamed Letícia Colin   | 5 de junho de 2020                               |
| 01 | 2 de junho                 | Ivete Sangalo                  | 5 de junho de 2020                               |
| 02 | 8 de junho                 | Whindersson Nunes Robson Sousa | 12 de junho de 2020                              |
| 02 | 9 de junho                 | Fábio Porchat                  | 12 de junho de 2020                              |
| 03 | 15 de junho                | Welder Rodrigues               | 19 de junho de 2020                              |
| 03 | 16 de junho                | Fátima Bernardes               | 19 de junho de 2020                              |
| 04 | 20 de junho                | Tony Tornado                   | 26 de junho de 2020                              |
| 04 | 22 de junho                | Marcelo Adnet                  | 26 de junho de 2020                              |
| 05 | 27 de junho                | Cissa Guimarães                | 3 de julho de 2020                               |
| 05 | 29 de junho                | Iza                            | 3 de julho de 2020                               |
| 06 | 04 de julho                | Joelma                         | 10 de julho de 2020                              |
| 06 | 06 de julho                | Babu Santana                   | 10 de julho de 2020                              |
| 07 | 11 de julho                | Bruno Mazzeo                   | 17 de julho de 2020                              |
| 07 | 13 de julho                | Pabllo Vittar                  | 17 de julho de 2020                              |
| 08 | 18 de julho                | Paolla Oliveira                | 24 de julho de 2020                              |
| 08 | 20 de julho                | Ney Matogrosso                 | 24 de julho de 2020                              |
| 09 | 25 de julho                | Serginho Groisman              | 31 de julho de 2020                              |
| 09 | 27 de julho                | Gabriel O Pensador             | 31 de julho de 2020                              |
| 10 | 01 de agosto               | Gretchen                       | 07 de agosto de 2020                             |
| 10 | 03 de agosto               | Deborah Secco                  | 07 de agosto de 2020                             |
| 11 | 08 de agosto               | Fernanda Torres                | 14 de agosto de 2020                             |
| 11 | 10 de agosto               | Luísa Sonza                    | 14 de agosto de 2020                             |
| 12 | 15 de agosto               | Preta Gil                      | 21 de agosto de 2020                             |
| 12 | 17 de agosto               | Péricles                       | 21 de agosto de 2020                             |

### 2ª temporada(Outubro de 2020-presente)
| Nº | Data de transmissão (live) | Convidado(a)     | Data de disponibilização do compacto (Globoplay) |
| -- | -------------------------- | ---------------- | ------------------------------------------------ |
| 01 | 09 de outubro              | Mart'nália       | 23 de outubro de 2020                            |
| 01 | 10 de outubro              | Dani Calabresa   | 23 de outubro de 2020                            |
| 02 | 16 de outubro              | Any Gabrielly    | 30 de outubro de 2020                            |
| 02 | 17 de outubro              | Bruna Marquezine | 30 de outubro de 2020                            |
| 03 | 23 de outubro              | Paulo Vieira     | 06 de novembro de 2020                           |
| 03 | 24 de outubro              | Rafa Kalimann    | 06 de novembro de 2020                           |
| 04 | 30 de outubro              | Seu Jorge        | 13 de novembro de 2020                           |
| 04 | 31 de outubro              | Karol Conka      | 13 de novembro de 2020                           |